# جانا برونر
جانا برونر (انگلیسی: Jana Brunner؛ زادهٔ ۲۰ ژانویهٔ ۱۹۹۷) بازیکن فوتبال اهل سوئیس است.
وی همچنین در تیم ملی فوتبال زنان سوئیس بازی کرده‌است.